# 4542 Mossotti
A 4542 Mossotti (ideiglenes jelöléssel 1989 BO) a Naprendszer kisbolygóövében található aszteroida. Osservatorio San Vittore fedezte fel 1989. január 30-án.